# Tomme

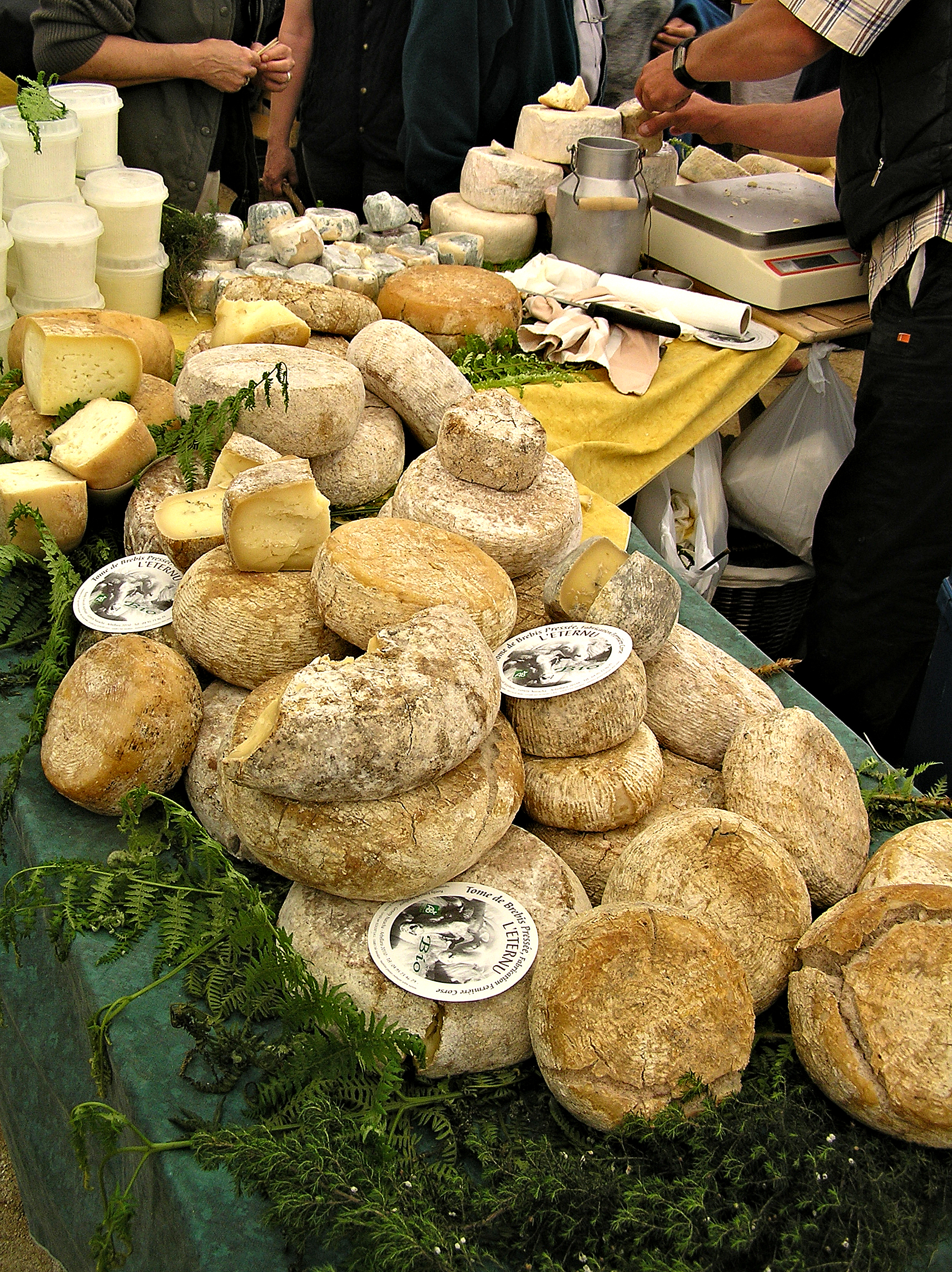
Tomes de brebis corses à la foire de Venaco

La tomme ou tome est un fromage, originellement de montagne, existant en de multiples variétés. 
Outre la tomme de vache, il existe des tommes de brebis, de chèvre ou obtenues avec un mélange des deux derniers laits. 

## Dénomination
Dans les aires linguistiques francoprovençales et occitanes, « tomme » désigne une multitude de fromages qui ont en commun d’être des productions au lait maigre ou mi-gras (vaches, brebis ou chèvres) non cuit, par opposition aux fromages gras à pâte pressée cuite.  Non cuit signifie que le caillé ne subit pas de chauffage supérieur à 50 °C ; le fromage est pressé avant ou après le moulage et salé par immersion dans un bain de saumure ou par frottage. L’affinage des tommes se fait dans des caves humides et fraîches ; il dure de deux semaines à plus d’un an.

## Variétés

### Canada

#### Québec
- La Comtomme. Origine : Compton, Estrie, Québec.
- La Tomme des Demoiselles. Origine : Les Îles-de-la-Madeleine, Québec, sur l'île du Havre-aux-Maisons.
- La Tomme de Grosse-Île. Origine : l'Île-aux-Grues, Québec.
- La Tomme de Monsieur Séguin. Origine : Noyan, Le Haut-Richelieu, Québec.

### France

#### Les tommes alpines
- Tomme de Sospel. Origine : Vallée de la Bevera (arrière-pays mentonnais). Tomme au lait de brebis ou de chèvre. Fromage rond de 30 à 35 cm de diamètre, pour un poids de 9 à 12 kg.
- Tomme de Valberg ou Valberg. Origine : La haute vallée du Cians et du Var (arrière-pays niçois). Tomme au lait de brebis. Fromage rond de 30 à 35 cm de diamètre, pour un poids de 9 à 12 kg.
- Tomme de Valdeblore ou Valdeblore. Origine : Montagne entre Var et Tinée (arrière-pays niçois). Tomme au lait de brebis. Fromage rond de 30 à 35 cm de diamètre, pour un poids de 9 à 12 kg.
- Tome de la Vésubie est une pâte pressée au lait cru de vache, de chèvre ou de brebis. Ce gros fromage de garde est produit dans toute la vallée de la Vésubie, dans le parc national du Mercantour. Depuis 2003, la marque est déposée.
- Tomme d'Annot ou Annot. Origine : arrière-pays niçois (principalement alpages de la moyenne montagne de la vallée du Var). Tomme au lait brebis ou de chèvre. Fromage rond de 16 à 22 cm de diamètre, pour un poids de 0,6 à 1,2 kg.
- Tomme de Combovin. Origine : Combovin (Drôme). Tomme au lait de chèvre. Fromage rond de 10 cm de diamètre, pour un poids de 230 à 250 g.
- Tomme de Corps. Origine : Les vallées affluant du Drac, principalement La Salette (Dauphiné). Tomme au lait de chèvre. Fromage cylindrique de 10 cm de diamètre, pour un poids de 400 à 500 g.
- Tomme de Crest. Origine : Dauphiné (principalement Chabeuil (Drôme) et le Valentinois). Tomme au lait de chèvre. Fromage rond de 6 cm de diamètre, pour un poids de 100 g.
- Tomme de Romans ou Romans.
- Tomme de Saint-Marcellin ou Saint-marcellin. Origine : La vallée de l'Isère, La côte du Vercors. Tomme au lait de vache. Fromage rond de 7 à 8 cm de diamètre, pour un poids de 80 à 90 g.

##### Les tommes de Savoie

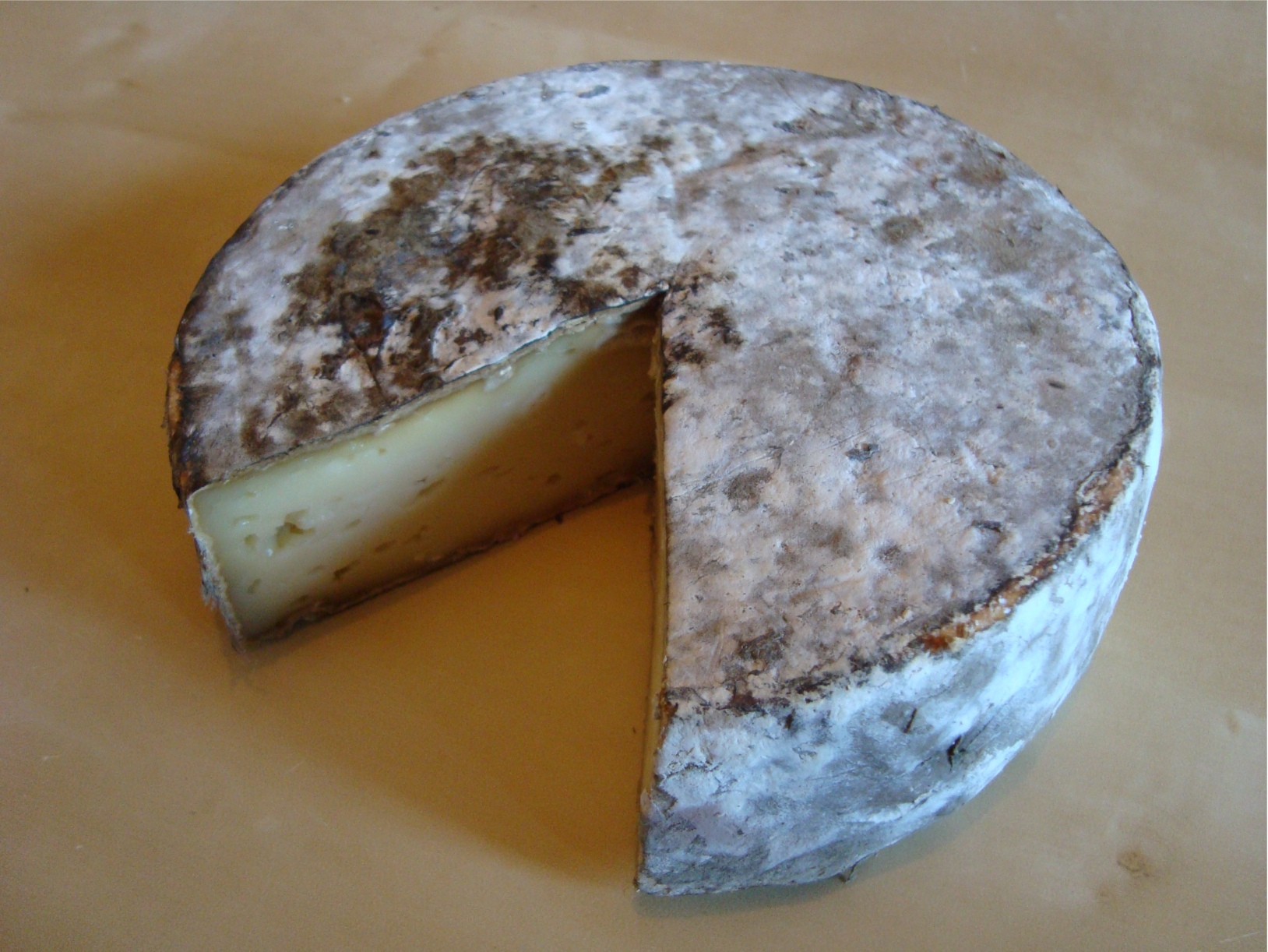
Tome des Bauges

- Tomme des Allues
- Tomme boudane
- Tomme de Courchevel
- Tomme au fenouil
- Tomme au marc
- Tome des Bauges
- Tomme d'Annecy
- Tomme blanche

#### Les tomes du Massif Central
- Tome de Montredon (Larzac)
- Tome de Potensac (Larzac)

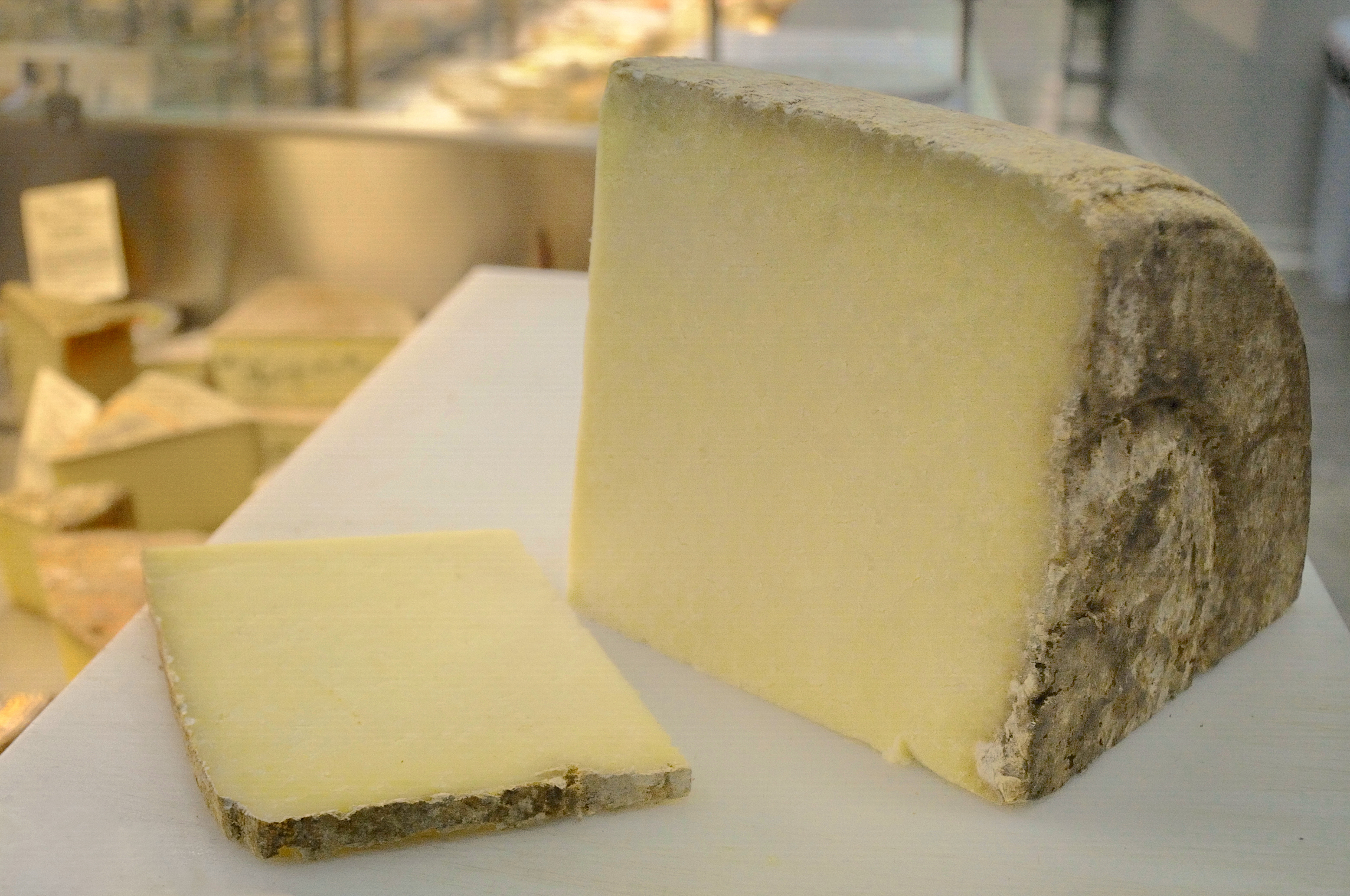
Fourme de Laguiole

- Tome fraîche et fourme de Laguiole (Aubrac)
- Tome fraîche et fourme de Cantal (Cantal)

Ces deux dernières appellations fromagères entrent dans des préparations culinaires comme la truffade, l'aligot ou la tarte à la tome.

#### Ouest de la France
- La tomme dans le Loir-et-Cher. Sa texture est moelleuse et sa pâte douce avec un goût fruité. Sa croûte est naturelle de couleur grise. Le lait provient de vaches de race normande.

#### Est de la France

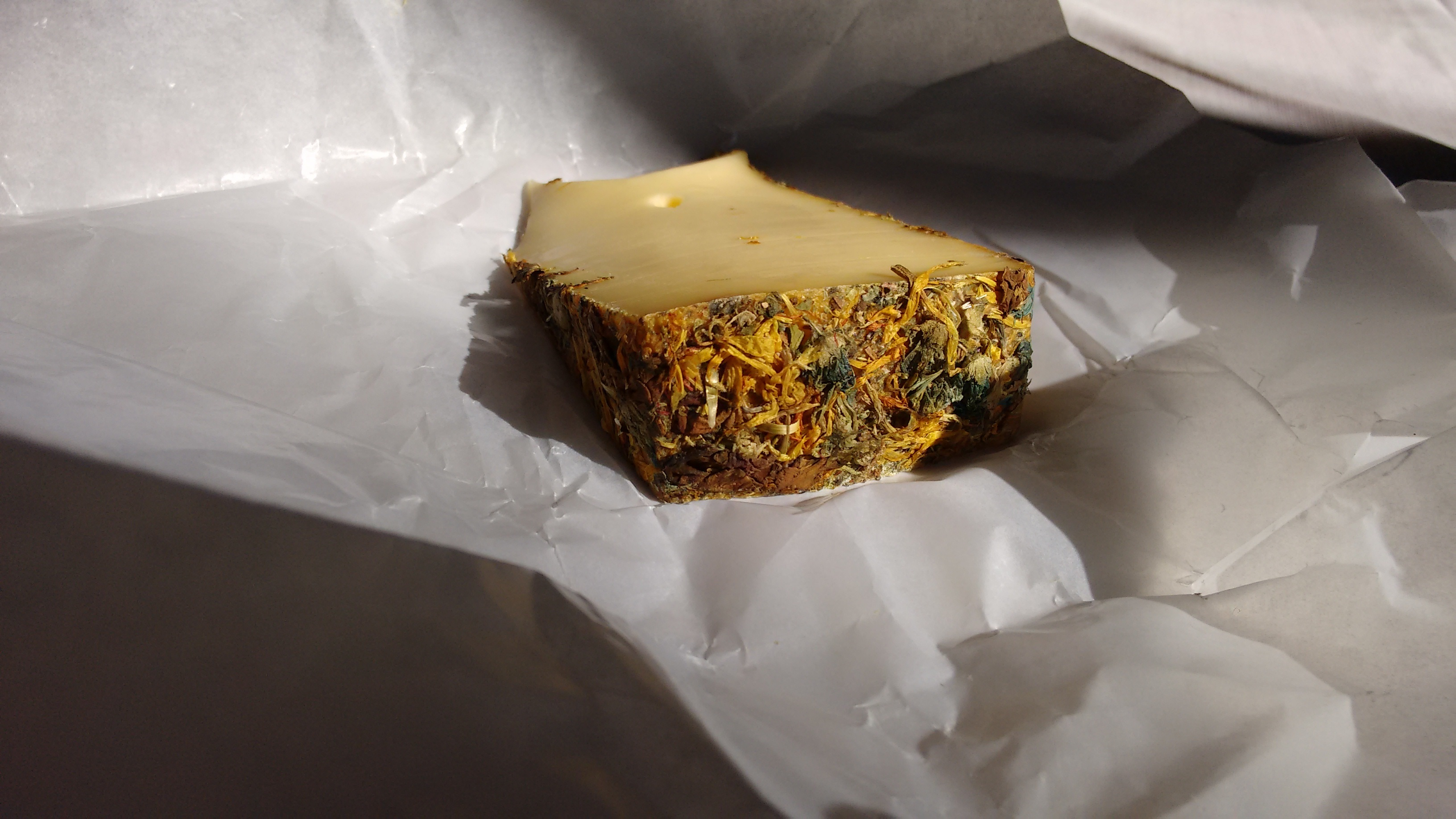
Tomme fermière d'Alsace aux fleurs sauvages

- La Tomme d'Alsace est un fromage au lait de vache à pâte pressée en forme de meule, de consistance mi-dure parsemée de petits trous, et dont la croûte peut être recouverte de fleurs sauvages.
- Tomme des Vosges. Origine: Vosges. Tomme au lait de vache cru. Fromage rond de 19 à 20 cm et de 2,5 kg environ.
- Tomme du Jura ou du Haut-Jura.
- Tomme de Gorze

#### Sud-Est de la France
- Tomme de Provence

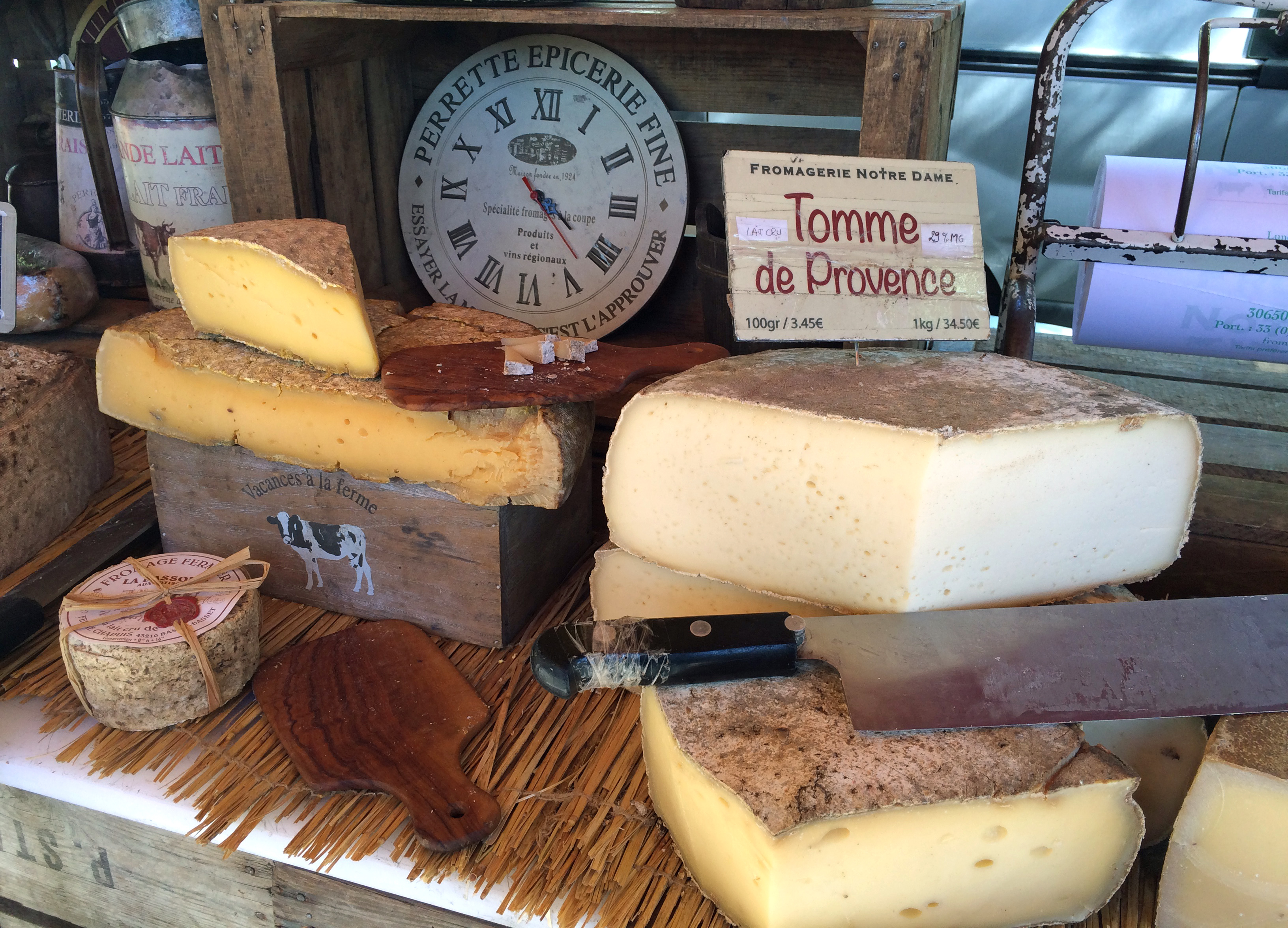
Tomme de Provence dans une fromagerie d'Arles

- Tomme d'Arles ou tomme de Camargue. Origine : Provence (principalement Arles (Bouches-du-Rhône). Tomme au lait de brebis ou mélange de lait de chèvre et de lait de vache et parsemé de sarriette d'été. Lors de sa commercialisation, elle est recouverte d'une feuille de laurier.

#### Sud-Ouest de la France
- Tomme noire des Pyrénées
- Tomme des Pyrenées (IGP)

### Italie

#### Vallée d'Aoste

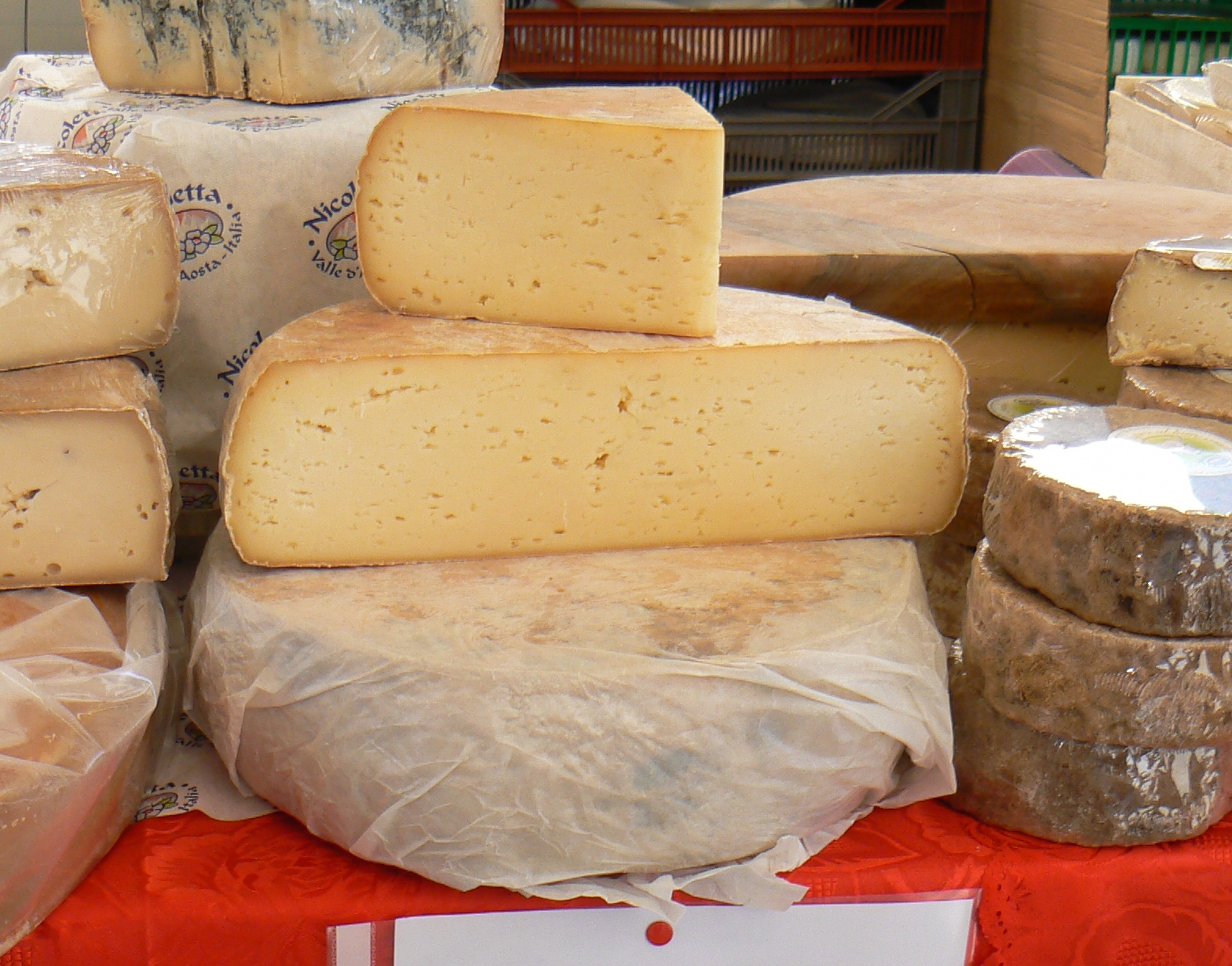
Tomme de Gressoney

- Tomme de Gressoney, produite dans la haute vallée du Lys

### Suisse

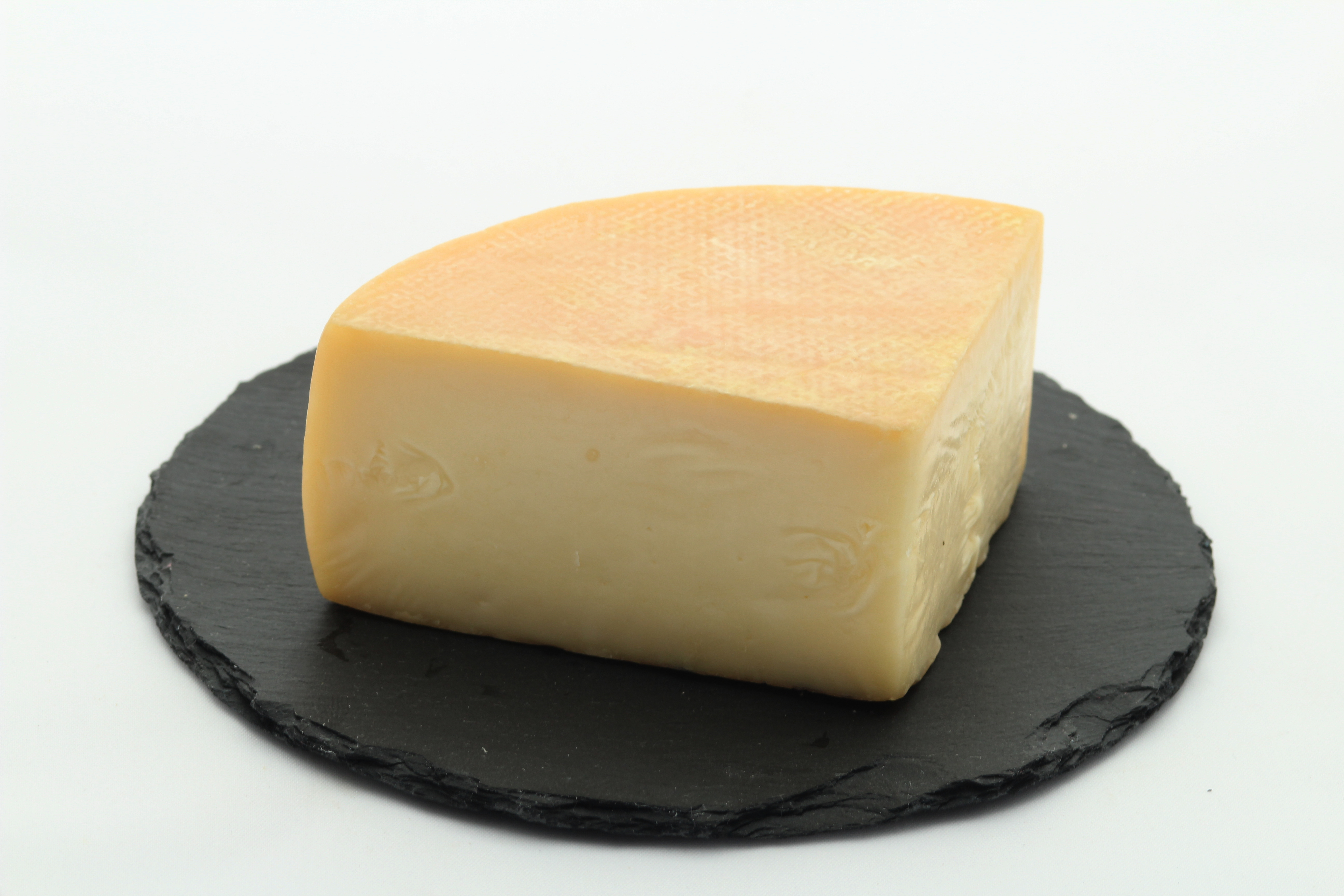
Une tomme du Valais

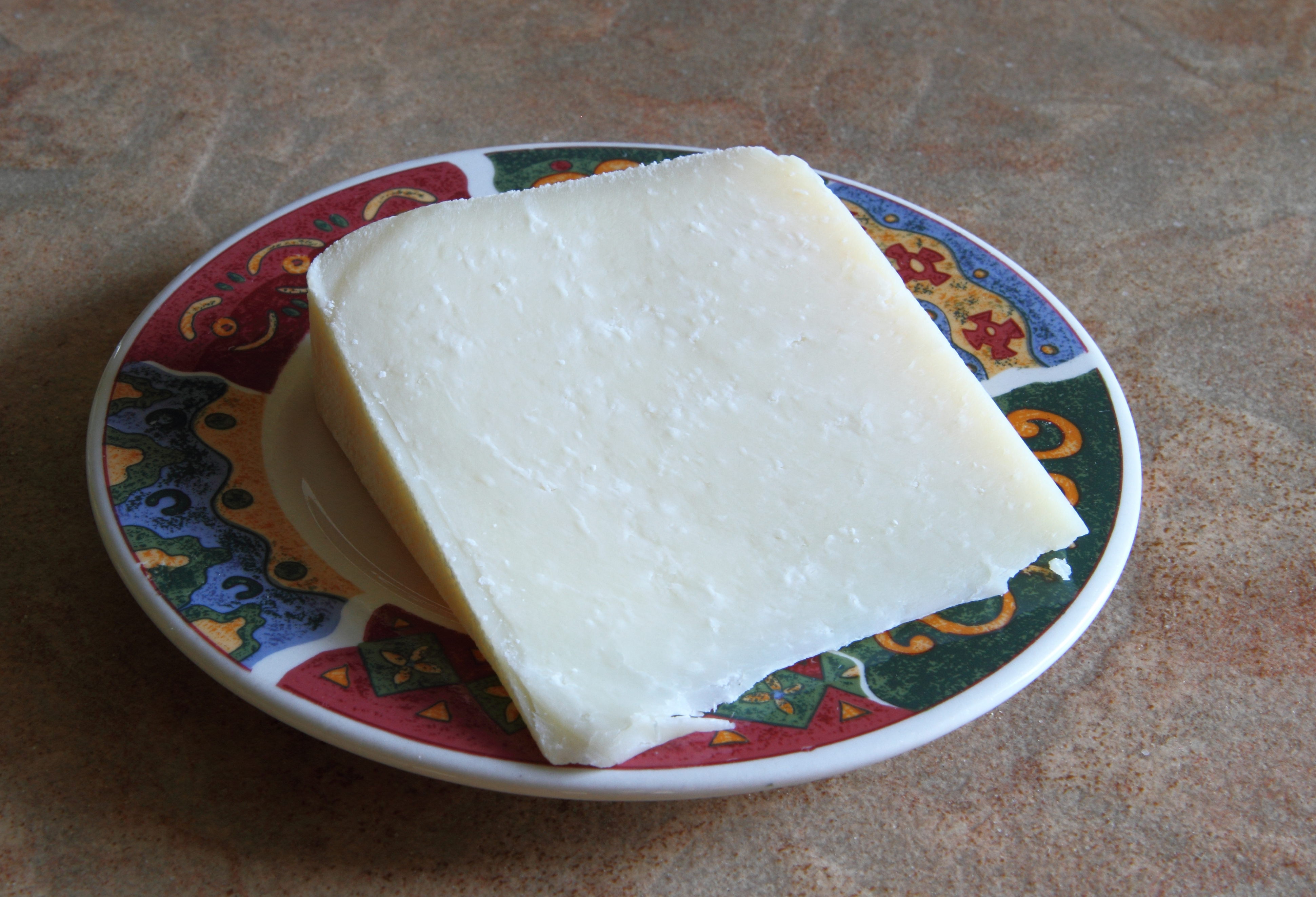
Tomme des Demoiselles

- Mutschli, Mutsch, (Alp-)Käsli, parfois aussi appelée Tummeli : fromage au lait cru de vache mais aussi de chèvre ou de brebis, à pâte mi-dure, plus rarement à pâte molle, Suisse alémanique
- Tomme de la Chaux d'Abel : fromage à pâte molle au lait cru, 50-51 % MG, 400-800 g, croûte brun-blanc, Jura bernois et Franches-Montagnes (Jura)
- Tomme fribourgeoise : petit fromage à pâte molle et à croûte fleurie, Canton de Fribourg
- Tomme neuchâteloise : petit fromage à pâte molle et à croûte fleurie, Canton de Neuchâtel
- Tomme de Rougemont ou tomme Fleurette de Rougemont : fromages à pâte molle à croûte fleurie, Rougemont (Pays-Enhaut)
- Tomme de la Vallée : fromages à pâte molle à croûte fleurie, Vallée de Joux
- Tomme vaudoise : fromages à pâte molle à croûte fleurie, éventuellement fourrés aux noix ou à l’ail des ours, et même au Roquefort ou aux truffes, petit disque plat d’un diamètre de 8 à 10 cm et d’une hauteur de 1.5 à 2 cm, 100 g environ, davantage pour certaines variantes. Canton de Vaud
- Tommes du Valais (type Mutschli) : petits fromages (classiquement, entre 600g et 1.5 kg) de montagne à base de lait cru entier de vache, à pâte mi-dure et à croûte lavée